# Heidi Cruz
Heidi Suzanne Cruz (cognom de soltera, Nelson) (7 d'agost de 1972), és una assessora financera i consultora política. Ha treballat com a assessora d'inversions a l'empresa Goldman Sachs. Va servir a la Casa Blanca durant l'administració Bush, com a directora econòmica per a l'hemisferi occidental, i com a consellera de política econòmica durant la campanya presidencial de George Bush de l'any 2000.
Heidi va néixer a San Luis Obispo, Califòrnia, i va créixer en una familia adventista. Els seus pares eren missioners, i va viure en diversos països del continent africà.
Està casada amb Ted Cruz, senador per l'estat de Texas i candidat republicà a les Eleccions presidencials dels Estats Units de 2016. Tenen dues filles.